# Paralepididae
Barracudinas são todos os membros da família de peixes mesopelágicos marinhos Paralepididae: cerca de 50 espécies existentes são encontradas em águas profundas em quase todo o mundo. Vários gêneros, incluindo Holosteus e Drimys, são conhecidos apenas por fósseis que datam da época Ipresiana.
O nome genérico Paralepis (que dá nome à família) vem do grego - para que significa "um pouco", lepis que significa "escamado".

## Descrição
Barracudinas são peixes alongados e delgados, com olhos grandes e um focinho pontudo contendo dentes semelhantes a presas. Isso lhes dá alguma semelhança superficial com as barracudas (família Sphyraenidae), embora os dois grupos não sejam intimamente relacionados. Barracudinas são na verdade relacionadas aos peixes-lagarto (ordem Aulopiformes ; subordem Alepisauroidei) e estão mais intimamente alinhadas com os peixes-lanceta (família Alepisauridae), mandíbulas-de-martelo (família Omosudidae) e dentes-de-adaga (família Anotopteridae). Assim como seus parentes próximos, as barracudinas não possuem bexiga natatória e são hermafroditas simultâneas, um modo reprodutivo raro entre os vertebrados. As maiores espécies de barracudina crescem até 100cm de comprimento. 

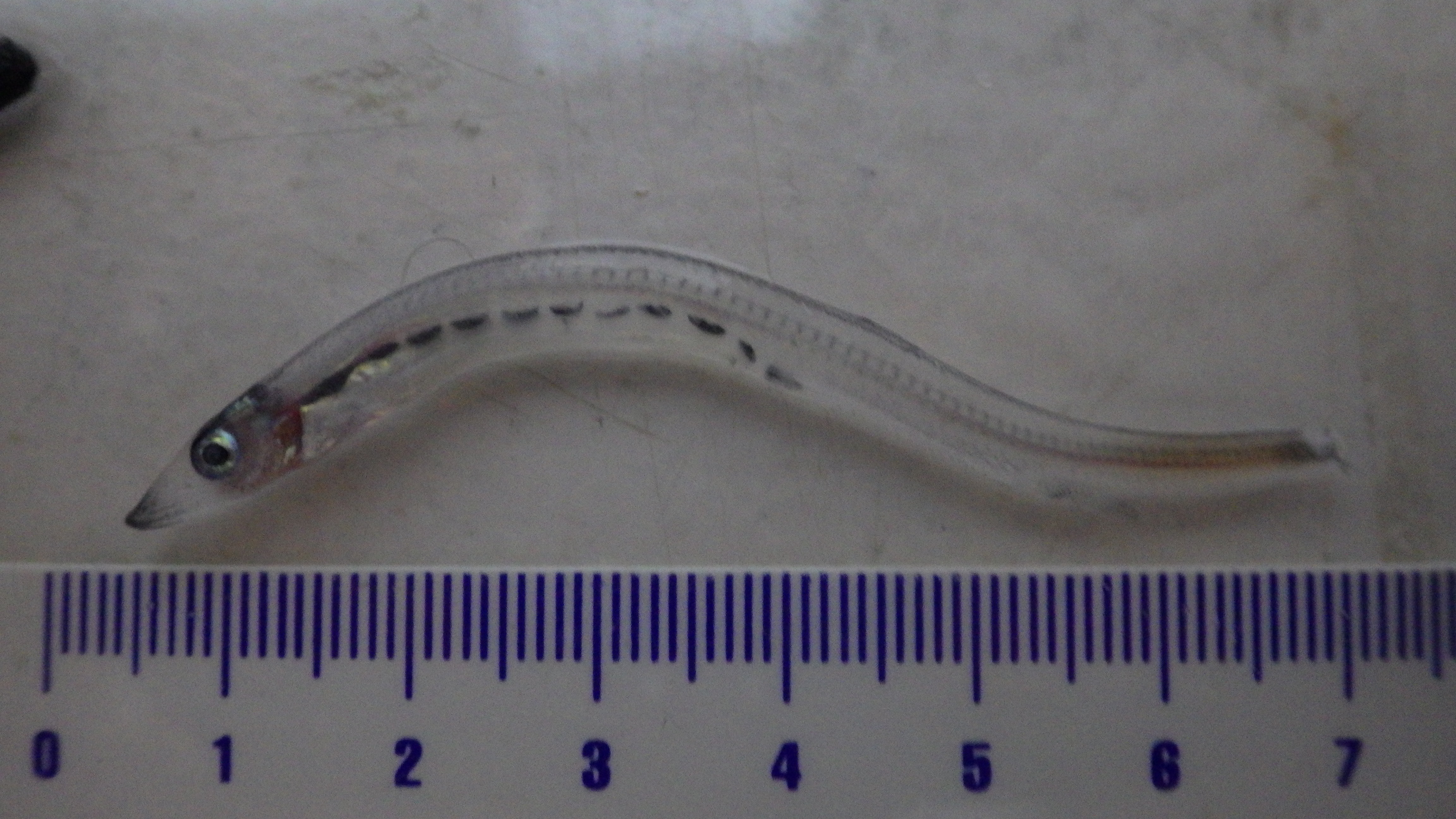
Uma barracudina juvenil, Lestidiops affinis, coletada no Golfo do México, foto do Dr. Jon A. Moore

As barracudinas têm algumas adaptações únicas à vida em águas pelágicas profundas que se acredita ajudarem na camuflagem: a maioria das espécies de barracudinas tem uma camada subdérmica de guanina que confere uma cor caleidoscópica à sua aparência em vida e acredita-se que isso refrata a luz fraca das águas mesofóticas ao redor de seus corpos. As espécies menores e mais derivadas de barracudinas dos gêneros Lestidiops, Lestidium, Lestrolepis e Stemonosudis possuem muito poucas escamas e sua pele é quase completamente transparente, o que dificulta sua visualização debaixo d'água. As barracudinas, como muitos outros peixes de águas profundas, têm revestimento intestinal de pigmentação escura, o que ajuda a esconder presas bioluminescentes, como os peixes-lanterna (família Myctophidae). As espécies do gênero Lestrolepis têm um órgão bioluminescente localizado ventralmente ao longo de seus estômagos, o que provavelmente ajuda a contra-sombrear a luz descendente, camuflando suas silhuetas para possíveis predadores abaixo.  Outras espécies têm um órgão bioluminescente que evoluiu a partir do tecido hepático. 

## Ecologia e história de vida
As barracudinas são conhecidas por habitar profundezas mesopelágicas em todos os oceanos do mundo e são predadoras de peixes, camarões e lulas. Embora muitas espécies de barracudinas possam ser encontradas em profundidades de 2.000 m, suas maiores abundâncias tendem a ocorrer entre 200 e 1.000 m. Acredita-se que as barracudinas não participem da migração vertical diurna. Embora raramente sejam capturados pela pesca, são frequentemente documentados nos intestinos de predadores pelágicos, como atuns, espadartes, lancetas, baleias-bicudas de Cuvier e tubarões-azuis. 
Relatos de primeira mão do Bathyscaphe Trieste relataram observações comportamentais de Lestrolepis intermedia nadando rapidamente na vertical pela coluna de água como "dardos prateados" brilhando "em um amarelo brilhante" em seus órgãos bioluminescentes. Eles também foram observados pairando na água e rapidamente se reorientando, de cima para baixo, como se estivessem procurando predadores e/ou presas. Não se sabe se esse comportamento é comum a todas as espécies de barracudina, pois não foi observado desde então. 

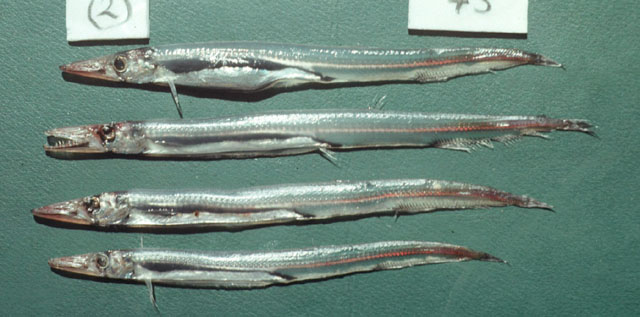
Lestrolepis japonica

Muito pouco se sabe sobre os hábitos de desova desses peixes. Embora tanto espermatozoides quanto óvulos estejam presentes nas gônadas, a desova nunca foi observada. A disposição planctônica e a transmissão de suas larvas iniciais indicam que os ovos são fertilizados e dispersos no plâncton. Embora as histórias de vida específicas difiram entre espécies e gêneros, as classes de tamanho pós-larval de barracudina são encontradas com mais frequência nas proximidades de escarpas da plataforma continental em certas épocas do ano.  No entanto, isso também pode ser um artefato de amostragem, já que as barracudinas raramente são capturadas por amostragem independente da pesca.